# Клишин, Владимир Александрович
Клишин Владимир Александрович (1939—2024) — советский государственный деятель, работник органов госбезопасности, генерал-майор. Начальник главного управления контрразведки Межреспубликанской службы безопасности СССР.

## Биография
Родился 19 сентября 1939 года в городе Колпашево Томской области в семье рабочих. Семья была раскулачена и выслана на спецпоселение в Колпашево в 1931 году.
Трудовую деятельность начал в 13 лет разнорабочим на Колпашевской государственной селекционной станции. В 19 лет был призван в ряды Вооруженных Сил, срочную службу проходил в Бакинском округе ПВО. По демобилизации продолжал работать на селекционной станции, а в 1962 году — токарем Фрунзенского ремонтного завода Киргизской ССР.
В органах безопасности с 1963 года: слушатель Высшей Краснознаменной школы КГБ при СМ СССР им. Ф. Э. Дзержинского (по ноябрь 1967 г.), затем продолжил военную службу в различных подразделениях КГБ при СМ Киргизской ССР под руководством Джумабека Асанкулова, с которым до конца жизни сохранял тёплые отношения.
С 1973 года работал в подразделениях 2-го Главного управления КГБ при СМ СССР, где прошел путь от заместителя начальника отделения до первого заместителя начальника Второго главного управления КГБ СССР.
До 1990 года занимал должность заместителя председателя КГБ Азербайджанской ССР.
В период реорганивационных преобразований 1991—1992 гг. работал в контрразведывательных подразделениях ведомства в качестве начальника Главного управления контрразведки Межреспубликанской службы безопасности СССР-РФ (1991—1992). 26 декабря 1991 года принимал участие во встрече президента РСФСР Бориса Ельцина с руководящим составом МСБ.
Позже занимал должность начальника Управления контрразведки Министерства безопасности Российской Федерации.
Завершил работу в органах безопасности в марте 1993 года в соответствии с Федеральным законом «О воинской обязанности и военной службе».
Умер в 2024 году.

## Награды
- Орден Красной Звезды;
- Орден «Знак Почёта».